# Антал Ваго
Антал Ваго (мађ. Vágó Antal) је био мађарски фудбалер и репрезентативац који је играо на позицији везног играча. Ваго, који је био Јевреј, играо је клупски фудбал за Феварош ТК и за МТК, играо је везном реду 12 сезона и освојио лигу девет пута. Такође је играо у репрезентацији Мађарске на међународном нивоу, остваривши 17 утакмица између 1908. и 1917. године. Такође се такмичио на Летњим олимпијским играма 1912. године.
Стрељан је на обали Дунава за време владавине Стреластог крста 1944. године.

## Достигнућа

### Играч
- Летње олимпијске игре
  - 5.: 1912. Стокхолм
- Првенство Мађарске
  - шампион: 1914, 1916/17, 1917/18, 1918/19, 1919/20, 1920/21, 1921/22, 1922/23.